# Odnosne zamjenice
Odnosne ili relativne zamjenice oblikom i sklonidbom jednake su upitnim zamjenicama, ali se, za razliku od njih, ne koriste u pitanjima nego dolaze samo u zavisnim rečenicama gdje povezuju glavnu i zavisnu rečenicu. Te vezne riječi "ne iskazuju nego ukazuju, imaju gramatičko značenje "dodajnog karaktera" i pobližeg određivanja dijela iz prethodnog teksta."

## Sporno pravilo
Kod odnosnih ili relativnih zamjenica, neki normativci traže da treba voditi računa o odnosu živog i neživog u akuzativu jednine zamjenice koji.
- To je stol koji sam napravio. (To je stol kojeg sam napravio.)
- To je kaput koji sam nosio. (To je kaput kojeg sam nosio.)
- To je dječak kojeg sam volio. (živo biće, moramo koristiti kojeg)
- To je pas kojeg sam vidio. (živo biće, moramo koristiti kojeg)

Preskriptivisti smatraju da koji trebamo upotrebljavati za neživo, a kojeg za živa bića. Međutim, hrvatski govornici se već stoljećima odupiru tako zamišljenom pravilu, jer im je, kao i svim drugim govornicima u svijetu, primarnije razlikovati objekt od subjekta, a to je često uskraćeno ako se primjenjuje ono što se propisuje:
- Sjedila je u autu koji je udario autobus.

Iz propisane rečenice ne vidimo je li autobus udario auto ili auto autobus. Tek ako koji zamijenimo pomoću kojeg jasno nam je da je autobus udario auto.